# Bucze (przystanek kolejowy w powiecie świebodzińskim)
Bucze – zlikwidowany przystanek kolejowy w miejscowości Bucze, w województwie lubuskim, w Polsce.